# Tatort: Der unsichtbare Gegner
Der unsichtbare Gegner ist ein Fernsehfilm aus der Fernseh-Kriminalreihe Tatort der ARD und des ORF.
Der Film wurde vom WDR produziert und am 7. März 1982 erstmals gesendet. Es ist die 134. Folge der Tatort-Reihe. Für die Kriminalhauptkommissare Horst Schimanski (Götz George) und Christian Thanner (Eberhard Feik) ist es ihr dritter Fall. Anlässlich des 40. Sendejubiläums des Duisburger Tatorts strahlte der WDR am 15. September 2020 eine in HD abgetastete und digital restaurierte Folge aus.

## Handlung
Im Leichenschauhaus zeigt Kriminalhauptkommissar Schimanski Frau Krage die Leiche eines Mannes, bei dem Papiere auf den Namen ihres Ehegatten gefunden wurden. Dem Mann wurden die Fußsohlen verbrannt und er wurde in einem Schrank am Strang aufgehängt, Frau Krage identifiziert ihn aber als ihr unbekannt. Am Tatort führt ein Bild Schimanski und seinen Kollegen Thanner zur Trabrennbahn in Dinslaken. Dort erfahren sie, dass Krage seit Kindertagen mit einem Kalle Schlumm befreundet war. Als sie bei Krages klingeln, öffnet ihnen der echte Krage die Tür. Der erfolglose Kunstmaler gibt an, Geheimnisse vor seiner Frau gehabt und Schlumm seine Papiere aus Gefälligkeit geliehen zu haben. Die letzte Woche habe er in Timmendorfer Strand bei einem Tauchkurs verbracht. Schimanski observiert Krage vor der Wohnung und folgt ihm auf einem Fahrrad zu einer Kneipe. Dort trifft sich Krage mit Fritz Henschel. Beide fahren zu einem anderen Ort, an dem der sie verfolgende Schimanski von einem Unbekannten niedergeschlagen wird. Zwei Polizisten bringen ihn, im Glauben einen Betrunkenen gefunden zu haben, zur Ausnüchterung auf die Wache.
Am nächsten Tag liegt Krage in einer Taucherausrüstung tot am Ruhrufer, während man einen weißen Volvo aus dem Wasser hebt. Da der Volvo vor kurzem bei einem Bankraub benutzt wurde, zeigt Kriminalrat Kissling Schimanski und Thanner das Bankenüberwachungsvideo. Kissling nimmt an, dass Kalle Schlumm einer der Täter war und wegen seines alleinigen Fluchtversuchs mit dem Geld ohne die Komplizen entschwand. Aus diesem Anlass ließ man ihn umbringen. Da er seinem Freund Krage davon erzählt hatte, wo der Wagen mit dem Geld versenkt war, musste auch dieser zuerst nach der Beute tauchen und dann sterben.
Als Schimanski und Thanner Frau Krage besuchen wollen, ist sie nicht anwesend. Als sie kurze Zeit später erscheint, muss Schimanski sie im Alleingang vor dem auftauchenden Henschel beschützen und schießt ihm in die Schulter. Durch einen technischen Fehler während der Notoperation fällt Henschel ins Koma und kann nicht mehr vernommen werden. Frau Krage ist nun geständig und gibt zu, von Schlumms Beute gewusst sowie mit ihrem Mann den Plan gehabt zu haben, das Geld für sich zu behalten. Dennoch habe Henschel beiden Druck gemacht. Eine Telefonnummer auf einer Zeichnung von Henschel verrät den Beamten den Unterschlupf der Bande, deren letztes Mitglied entkommen ist und Schimanski mittels Tonbändern Vergeltung androht.
Zu Schimanskis Überraschung ist sein Wohnungsschloss ausgetauscht. Schimanski wird misstrauisch und sucht zunächst in der Privatwohnung von Thanner Zuflucht. Ein an der Tür schellender Unbekannter verletzt Thanners Freundin Sylvia durch einen Messerschnitt auf der Schulter. Kissling lässt die Wohnung untersuchen, da angenommen wird, dass der dritte Täter alles über den Kommissar in Erfahrung gebracht hat. Schimanski quartiert sich in das Stundenhotel „Ideal“ ein, wo Thanner einen Gast namens Schwarz, Vertreter aus Hagen, ohne Ergebnis überprüft. Zusätzlich wird Schimanski der holländische Kollege Hänschen zur Seite gestellt, der auf ihn aufpassen soll. Mit ihm zusammen sucht Schimanski den Vater von Henschel in Erkelenz auf. Während er alleine mit dem Mann redet, wird Hänschen im Auto von dem Unbekannten betäubt. Kissling schlägt Schimanski vor, Urlaub zu machen, was er dankend ablehnt.
Als Schimanski seine Verehrerin Marion besucht, muss er feststellen, dass sie Besuch hat. Nach einer Bummeltour sieht er plötzlich, wie Marion blutig geschlagen von einem Notarztwagen ins Krankenhaus gebracht wird. Um sicherzugehen, übernachtet Schimanski auf dem Revier. Da Kissling ahnt, dass sich Schimanski dem unsichtbaren Gegner nicht entziehen, sondern offen stellen möchte, stattet er in einem unbeobachteten Moment Schimanskis Jacke mit einem Peilsender aus. Durch Hinweis von Hänschen entdeckt Schimanski den Sender, klebt ihn mit einem Kaugummi an einem Taxi fest und lässt die Überwachung seiner Person durch Kissling damit ins Leere laufen. Ziellos läuft der Kommissar durch Duisburgs Innenstadt, es kommt aber zu keiner Begegnung mit dem Gegner. Thanner hat währenddessen durch einen Informanten eine Frau entdeckt, die einen Freund hat, auf den das Täterprofil des dritten Unbekannten passt. Während des Besuchs in ihrer Wohnung erkennt er den Vertreter Schwarz aus dem Hotel auf einem Foto wieder. Schimanski kehrt derweil ins „Ideal“ zurück und hilft dem angeblich betrunkenen Schwarz in sein Zimmer. Nachdem er sich frisch gemacht hat, entdeckt er Schwarz scheinbar gefesselt auf dessen Bett. Dieser überwältigt ihn mit Betäubungsspray und versucht ihn wie schon Kalle Schlumm in einem Schrank zu strangulieren. Doch Hänschen und Thanner stürmen rechtzeitig das Zimmer und überwältigen Schwarz.

## Hintergrund
Der dritte Schimanski-Tatort besetzte als Täter Reinhard Glemnitz, der als Kriminalassistent in der ZDF-Serie Der Kommissar (1969–1976) bekannt geworden war.

## Kritik
TV Spielfilm gab den Daumen nach oben und bemerkte: „Ruhrpott-Prolligkeit in schönster Blüte […] aus den Kindertagen des Ruhrpott-Rambos.“